# 小行星7456
小行星7456（7456 Doressoundiram）是一颗绕太阳运转的小行星，为主小行星带小行星。该小行星于1982年7月17日发现。

## 轨道参数
小行星7456的轨道半长轴为2.6228047 UA，离心率为0.297。